# Curimatá
Curimatá là một đô thị thuộc bang Piauí, Brasil. Đô thị này có diện tích 2360,527 km², dân số năm 2007 là 10360 người, mật độ 4,39 người/km².